# Чулково (деревня, Владимирская область)
Чулко́во — деревня в Гороховецком районе Владимирской области России, входит в состав Денисовского сельского поселения.

## География
Деревня расположена на берегу реки Важня в 14 км на восток от центра поселения посёлка Пролетарский и в 16 км на юго-запад от Гороховца, в 3 км от ж/д станции Чулково на  линии Ковров — Нижний Новгород.

## История
В XIX — первой четверти XX века деревня входила в состав Кожинской волости Гороховецкого уезда, с 1926 года — в составе Гороховецкой волости Вязниковского уезда. В 1859 году в деревне числилось 24 двора, в 1905 году — 20 дворов, в 1926 году — 25 дворов.
С 1929 года деревня входила в состав Быльцинского сельсовета Гороховецкого района, с 1940 года — в составе Чулковского сельсовета, с 2005 года — в составе Денисовского сельского поселения.

## Население
| 1859 | 1905 | 1926 | 2002 | 2010 | 2021 |
| ---- | ---- | ---- | ---- | ---- | ---- |
| 184  | ↘135 | ↘114 | ↘12  | ↘4   | ↗5   |